# Гузовский, Александр Александрович
Александр Александрович Гузовский (1904—1986) — сотрудник советских органов государственной безопасности, полковник.

## Биография
Александр Александрович Гузовский родился 16 марта 1904 года в Екатеринодаре (ныне — Краснодар). Трудовую деятельность начал в 1919 году, был рабочим на фруктово-чайной фабрике в Ташкенте, затем упаковщиком, агентом по распространению агитационной литературы «Туркцентропечати». В 1920 году поступил на работу шифровальщиком в отдел внешних сношений Комиссии ВЦИК по делам Туркестана. В дальнейшем работал шифровальщиком в Народном комиссариате иностранных дел СССР, в Полпредстве, Генконсульстве СССР в Турции. В 1929 году окончил Московский институт востоковедения.
В декабре 1928 года Гузовский пошёл на службу в органы государственной безопасности СССР. Работал в дипломатических представительствах СССР в городах Турции. В мае 1933 года вернулся в СССР, работал в различных отделах ОГПУ, а затем НКВД и НКГБ СССР. Во время существования первого Народного комиссариата государственной безопасности СССР возглавлял 2-й отдел 2-го (контрразведывательного) управления, занимавшийся борьбой с японской разведкой.
В октябре 1943 года Гузовский был направлен первым секретарём Полпредства СССР при Французском комитете национального освобождения, работавшем в Алжире. После освобождения Франции союзными войсками работал первым секретарём, советником Посольства СССР во Франции. В апреле 1946 года вернулся в СССР. В январе 1947 года в звании полковника вышел в отставку. Работал начальником отдела информации Издательства иностранной литературы. В ноябре 1947 года Гузовский был арестован и находился в заключении. В августе 1954 года был освобождён и вернулся к работе в Издательстве иностранной литературы, был старшим редактором, главным библиографом. В 1957—1980 годах работал главным библиографом, руководителем отдела импорта, старшим научным редактором издательства «Прогресс». В августе 1980 года вышел на пенсию. Проживал в Москве. Умер в апреле 1986 года.
Почётный работник ВЧК-ГПУ. Был также награждён орденом Красного Знамени, двумя орденами Красной Звезды, орденом «Знак Почёта» и рядом медалей.